# گمینا کالیش پومورسکی
گمینا کالیش پومورسکی (به لهستانی:  Gmina Kalisz Pomorski) یک گمینا در لهستان است که در شهرستان دراوسکو واقع شده‌است. گمینا کالیش پومورسکی ۴۸۰٫۵۳ کیلومتر مربع مساحت و ۷٬۱۵۰ نفر جمعیت دارد.